# Colletes nanellus
Colletes nanellus är en biart som beskrevs av Cockerell 1944. Colletes nanellus ingår i släktet sidenbin, och familjen korttungebin. Inga underarter finns listade i Catalogue of Life.